# Józef Lewandowski (historyk)
Józef Lewandowski, pierwotnie Izaak Lipszyc (ur. 15 sierpnia 1923 w Koninie, zm. 17 listopada 2007 w Sztokholmie) – polski historyk, specjalista w zakresie historii Europy Środkowo-Wschodniej i kwestii narodowościowych.

## Życiorys
Był synem zasymilowanych Żydów. Po wybuchu II wojny światowej przebywał w Związku Radzieckim. We wrześniu 1944 wstąpił do Ludowego Wojska Polskiego, służył m.in. w Głównym Zarządzie Informacji. Od 1957 był pracownikiem Katedry Historii Polski w Wojskowej Akademii Politycznej, w 1958 ukończył studia historyczne na Uniwersytecie Warszawskim, tam w 1961 obronił pracę doktorską napisaną pod kierunkiem Henryka Jabłońskiego. Praca ta w zmienionej wersji ukazała się w 1962 pod tytułem Federalizm. Litwa i Białoruś w polityce obozu belwederskiego XI 1918 – IV 1920.
W 1964 przeszedł na własną prośbę do rezerwy w stopniu majora i został pracownikiem Instytutu Historii PAN. W 1967 opublikował książkę Imperializm słabości: kształtowanie się koncepcji polityki wschodniej piłsudczyków 1921–1926, która miała być podstawą przyszłej habilitacji. W październiku 1969 wyemigrował do Szwecji, gdzie początkowo pracował na Uniwersytecie w Sztokholmie, a od 1972 do przejścia na emeryturę w 1988 na Uniwersytecie w Uppsali
Od 1970 do 1999 współpracował z paryskimi Zeszytami Historycznymi, w których opublikował 98 tekstów, w tym 17 listów i sprostowań, początkowo używał niekiedy pseudonimu Marcin Wyziembło. W swoich artykułach zajmował się przede wszystkimi bieżącymi zagadnieniami politycznymi oraz historią II RP (w tym historią dyplomacji tego okresu), publikował też recenzje publikacji historycznych.
Archiwum Józefa Lewandowskiego znajduje się w Archiwum Emigracji w Bibliotece Uniwersyteckiej w Toruniu.
Z małżeństwa z Krystyną Łobodą (1927–2018) miał dwoje dzieci: syna Józefa Lewandowskiego (ur. 1949) i córkę Różę Zaleską (ur. 1954).

## Wybrane publikacje
- Materiały źródłowe do ćwiczeń z historii najnowszej Polski (w latach 1918–1939): dla słuchaczy 1 r. Wydziału Pedagogicznego, Warszawa: Wojskowa Akademia Polityczna im. F. Dzierżyńskiego 1960.
- Federalizm: Litwa i Białoruś w polityce obozu belwederskiego: XI 1918 – IV 1920, Warszawa: Państwowe Wydawnictwo Naukowe 1962.
- Materiały źródłowe do ćwiczeń z najnowszej historii Polski: w latach 1918–1939: dodatek, przy współudz. Leszka Grota, Warszawa: Wojskowa Akademia Polityczna im. F. Dzierżyńskiego. Wydział Historyczny 1962.
- (współautor: Leszek Grot), Materiały źródłowe do ćwiczeń z najnowszej historii Polski (w latach 1864–1939): dla słuchaczy Wydziału Pedagogicznego Wojskowej Akademii Politycznej im. F. Dzierżyńskiego, Warszawa: Wojskowa Akademia Polityczna im. F. Dzierżyńskiego. Wydział Historyczny 1963.
- Imperializm słabości: kształtowanie się koncepcji polityki wschodniej piłsudczyków 1921–1926, Warszawa: Państwowe Wydawnictwo Naukowe 1967.
- (słowo wstępne) Adam Krzyżanowski, Dzieje Polski, słowo wstępne Józef Lewandowski, Paryż: Instytut Literacki 1973.
- Swedish contribution to the Polish resistance movement during Word War Two (1939–1942), transl. from Pol. by Tadeusz Szafar, Uppsala: Almqvist och Wiksell 1979.
- Między akumulacją a spożyciem, Poznań: NZS 1981.
- (wstęp) Hanna Krall, Hinna före Herren Gud, övers. av Lennart Ilke, efterskrift av Józef Lewandowski, Stockholm: P. A. Norstedt 1982.
- Rola strachu w sowietyzmie, 1982 (przedruk. z: „Kultura”, Paryż 1971 nr 282).
- Stosunki polsko-ukraińskie w Drugiej Rzeczypospolitej, Poznań: Wielkopolska Inicjatywa Wydawnicza 1984.
- Kwestia ukraińska w II Rzeczypospolitej, Łódź: Łódzki Zespół Oświaty Niezależnej 1988.
- Cztery dni w Atlantydzie, Uppsala: Ex libris 1991 (wyd. 2 – Konin: Urząd Wojewódzki. Wydział Spraw Społecznych 1996).
- „Szkło bolesne, obraz dni...: eseje nieprzedawnione”, Uppsala: Ex libris 1991, ISBN 91-971652-1-2.
- (redakcja) Sven Grafström, Polskie stronice: dziennik od 5 lipca 1938 do 6 grudnia 1939 roku, wybór, tł. ze szw. i oprac. Józef Lewandowski i Andrzej Nils Uggla, Warszawa: „Semper” 1996.
- „Węzeł stockholmski: szwedzkie koneksje polskiego podziemia IX 1939–VII 1942”, Uppsala: Skrifter Utgivna av Seminariet i Polens Kultur och Historia Vid Uppsala Universitet 1999, ISBN 91-506-1364-2.
- Knutpunkt Stockholm: den polska motståndsrörelsens svenska förbindelser från september 1939 till juli 1942, övers. av Rikard Wennerholm, Stockholm: Atlantis 2006.

Źródło: Katalog WebOPAC Biblioteki Narodowej w Warszawie.

## Odznaczenia i ordery
- Złoty Krzyż Zasługi (1947)[6]